# Ion Suruceanu (cântăreț)
Ion Suruceanu (n. 9 septembrie 1949, Suruceni, raionul Ialoveni, RSS Moldovenească, URSS) este un cântăreț moldovean și fost parlamentar. În 1990 a fost distins cu titlul de Artist al Poporului în RSS Moldovenească A fost membru al Partidul Comunist al Uniunii Sovietice și este simpatizant al Partidului Comuniștilor din Republica Moldova. Între anii 1994-1998 a fost deputat din partea PDAM, apoi a fost ales din partea PCRM. Ion Suruceanu a fost singurul deputat PDAM care a votat ca în Constituție să scrie limba română, nu limba moldovenească. La alegerile din 2009, a susținut Partidul Democrat din Moldova.

## Discografie (vinil)

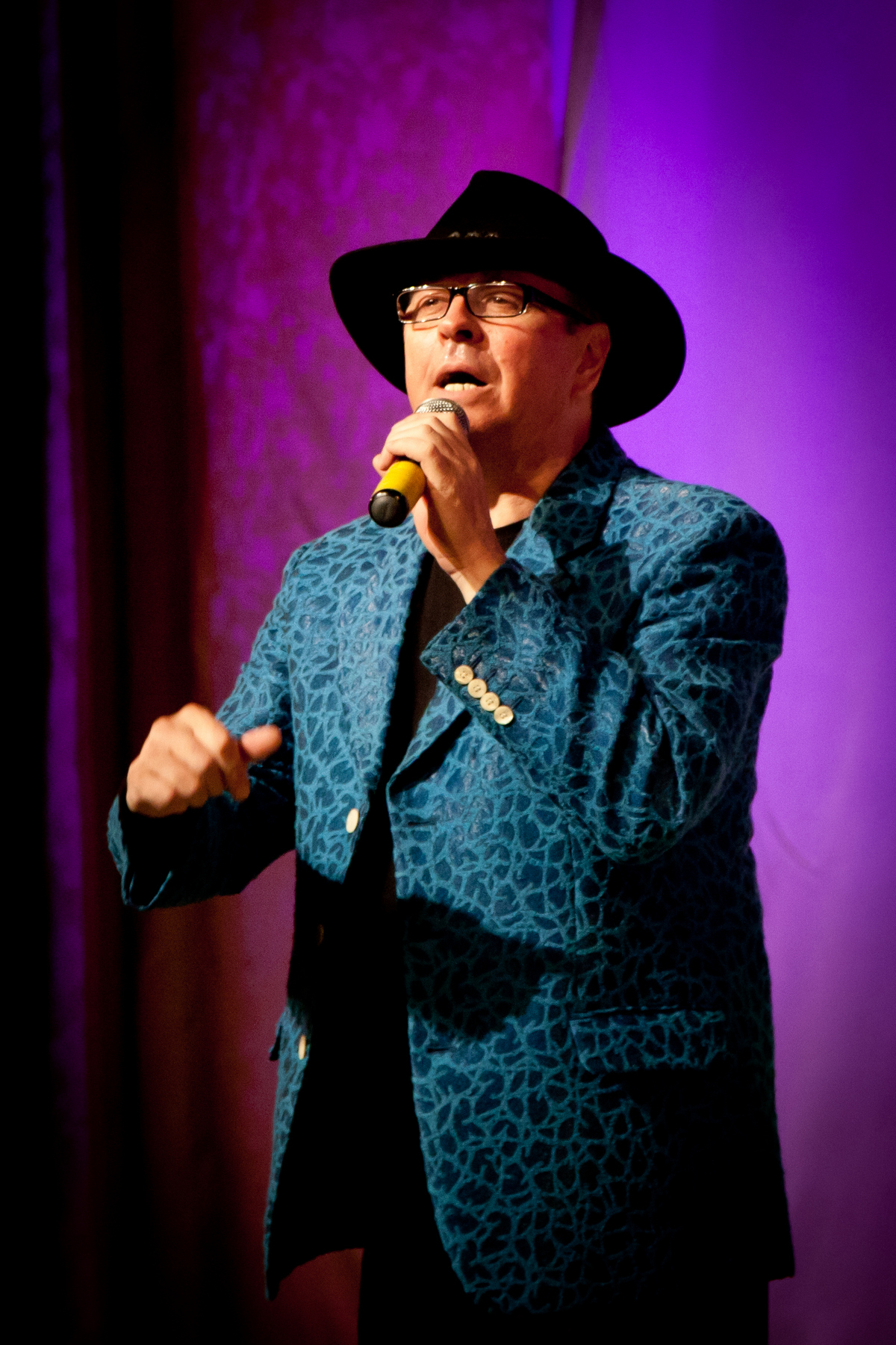
Ion Suruceanu

### Prima dragoste (1976)
- Г62-05469-70 «Мелодия» / «Мelodia»

1. Prima dragoste / Первая Любовь (M. Dolgan — A. Strîmbanu)
2. Dorința mea / Мое Желание (P. Teodorovici, Ion Teodorovici  — E. Ciuntu)
3. În Moldova mea frumoasă / В Моей Красивой Молдавии (A. Luxemburg — G. Miron)
4. Casa mare / Касе Маре (D. Fedov  —  М. Roman)

- În românește / Молдовенеште.

### Un singur cântec știu (1986)
(Denumire: «Un singur cântec știu / Одну только песню пою»)
1986
- С60-24007-08 «Мелодия» / «Мelodia»

1. De ce? / Зачем? (Petre Teodorovici — Grigore Vieru)
2. Trandafir / Роза (P. Teodorovici — G. Vieru)
3. Elena / Елена (Ioan Raiburg — G. Vieru)
4. Ce să fac? / Что мне делать? (I. Raiburg — Vladimir Chernov)
5. Astă seară / В этот вечер (I. Raiburg — G. Vieru)
6. Grație / Грация (P. Teodorovici — G. Vieru)
7. Irina, zeița păcii / Ирэна, богиня мира (P. Teodorovici — Ion Hadârcă)
8. Clar de lună / Ясный месяц (I. Raiburg — G. Vieru)
9. Un singur cântec știu / Одну только песню пою (I. Berșadschi — G Vodă)

- În românește / Молдовенеште.

### Soarele cel mare (1987)
(Denumire «Soarele cel mare / Великое солнце»)
- 1987 С60-25361-2 «Мелодия» / «Мelodia»

1. Floare albastră / Голубой цветок
2. Maria / Мария
3. Două toamne / Две осени
4. Două primăveri / Две весны
5. Tangoul bunelor speranțe / Танго добрых надежд
6. Soarele cel mare / Большое солнце
7. Vrăjitoarea / Колдунья
8. Numai tu / Только ты
9. Verde plai / Поклонение Родине
10. Bună seara / Добрый вечер

Muzica Iona Enache. Versuri: Dumitru Matcovschi (1-7, 9, 10), Leonida Lari (8)
- În românește / Молдовенеште.

## Discografie (CD)

### Ninge floarea de tei (2002)
2002 Music Master
1. Eu dansez tu dansezi
2. De cîte ori
3. Lăcrămioara
4. Singurătatea
5. Felicia
6. Alo, alo
7. Nadea
8. Lalelele
9. Toamna
10. Ce nostalgie
11. De dragul unui zîmbet
12. Domnișoara
13. Țigăngușa
14. Fete frumoase
15. Viața e frumoasă

(în română)

### 20 de ani mai târziu: Ion Suruceanu cântă melodiile lui Ian Raiburg (2003)
(Denumire: «20 de ani mai târziu - 20 лет спустя: Песни Яна Райбурга поёт Ион Суручану»)
- 2003 Master Sound Records

Dintre melodii, enumerăm "Ce seară minunată" și "Sărut, femeie, mâna ta".

### Roze, roze (2004)
- 2004 Can Records, CD-сборник

1. Bună seara
2. Eu dansez, tu dansezi
3. Ce să fac
4. Roze, roze

Anii tinereții
1. Nezabudka (Незабудка)
2. O melodie de amor
3. Septembrie
4. Guleai, guleai (Гуляй, гуляй)
5. Nostalgia (Ностальгия)
6. Adriatica
7. Un, doi, trei
8. Odinocestvo (Одиночество)
9. Fetele-cochetele
10. Luna, luna
11. Drumurile noastre

(în română și rusă)

## Controverse
Deși a fost deputat din partea PCRM, Suruceanu a declarat că susține Unirea Republicii Moldova cu România.

### Nunta luiEvgheni Șevciuk
Suruceanu a fost criticat pentru că a cântat, în 2015, la nunta lui Evgheni Șevciuk (pe atunci președinte al Transnistriei). Interpretul Ricky Ardezianu a declarat "Este o insultă adusă populației din R. Moldova, să te lauzi fără nicio remușcare că i-ai cântat separatistului Șevciuk la nuntă, de parcă i-ai cântat lui Obama sau Băsescu. Scuzați, Iohannis." În replică, Suruceanu a zis că el cântă în Transnistria din 1992.

## Filmografie
- Melodii nistrene